# احد حسینی
احد حسینی (۲۳ مرداد ۱۳۲۳ در تبریز -) مجسمه‌ساز ایرانی است.
وی مدت کمی در کارگاه پرویز تناولی مشغول به کار شد پس از آن به تشویق وی در سال ۱۳۵۱ به ایتالیا رفت. پس از یک سال تحصیل در دانشکده بیازیت، به کشور فرانسه رفته و شش سال در مدرسهٔ ملی عالی هنرهای دکوراتیو پاریس "آرت دکو E.N.S.A.D" مجسمه‌سازی مدرن را آموخت در تابستان ۶۷ کانال پلوس تلویزیون فرانسه برای اولین بار مسابقه‌ای جهت ساخت تعدادی صورتک ترتیب داده بود که احد حسینی از طریق مدرسه آرت-دکو جهت شرکت در آن معرفی شد. داور مسابقه از بین دوازده شرکت کننده فقط کار او را پسندید. حسینی در عرض ۵ ماه بیش از ۶۰ صورتک برای برنامه تلویزیونی آنها ساخت.
احد حسینی در سال ۷۸ به ایران بازگشت.
چند سال پیش در حرکتی نمادین، تمامی آثار هنری این مجسمه‌ساز از طبقه‌ی زیرزمین موزه آذربایجان به نمایشگاهی در محوطه‌ی مقبره الشعرا انتقال یافته و حالا با عنوان «نمایشگاه آثار هنری احد حسینی» همه روزه برای بازدید عموم دایر است.

## آثار مشهور
- مجموعه بزرگ زندگی و مسائل آن

مجسمه اضطراب از احد حسینی

- مجسمه مونالیزا یا لبخند ژوکوند (۷۸-۷۴)
- مجسمه خافانی - بوستان خاقانی تبریز
- مجسمه‌های سردار و سالار ملی - موزه مشروطه
- مجسمه قونقا - میدان قونقای تبریز
- مجسمه استاد نظمی تبریزی شاعر و ادیب معاصر - میدان شکلی تبریز